# Zdeněk Nehoda
Zdeněk Nehoda, né le 9 mai 1952 à Hulín, est un footballeur tchécoslovaque qui évoluait au poste d'attaquant.

## Biographie
Avec 90 sélections entre 1971 et 1987, il détient le record de matches en équipe de Tchécoslovaquie. Si l'on prend en compte les rencontres disputées sous le maillot de la République tchèque, seuls Karel Poborský et Pavel Nedved ont fait mieux.
Il remporte notamment l'Euro 76 avec la Tchécoslovaquie. Lors de la finale à Belgrade contre la RFA, il inscrit l'un de ses 31 buts en équipe nationale.

## Palmarès

### En équipe nationale
- 90 sélections et 31 buts en équipe de Tchécoslovaquie entre 1971 et 1987
- Vainqueur du Championnat d'Europe des nations 1976
- Troisième du Championnat d'Europe des nations 1980

### En club
- Champion de Tchécoslovaquie en 1977, 1979 et 1982 avec le Dukla Prague
- Vainqueur de la Coupe de Tchécoslovaquie en 1981 et 1983 avec le Dukla Prague

### Distinctions personnelles
- Élu footballeur tchécoslovaque de l'année en 1978 et 1979

## Source
- Marc Barreaud, Dictionnaire des footballeurs étrangers du championnat professionnel français (1932-1997), L'Harmattan, 1997, page 237.